# Ноинский, Захар Антонович
Ноинский Захар Антонович (1822 – 24 сентября (6 октября) 1885) – военно-административный деятель, действительный статский советник.

## Биография
Из дворян. Вероисповедание римско-католическое. Племянник генерал-аудитора, тайного советника А. И. Ноинского. Дворянский род Ноинских, польского происхождения, связан родственными отношениями с польскими дворянскими родами Гонсиоровских, Шанявских, а также — с княжеским родом Кольцовых-Масальских, дворянами Базилевичами, Могилатовыми, Пипиными, Фере, баронским родом Клейст и др.
Окончил курс наук в Санкт-Петербургском университете со званием действительного студента. Определён на службу в департамент хозяйственных и счётных дел Министерства иностранных дел с 22 сентября (4 октября) 1839. Утверждён в чине губернского секретаря, по званию действительного студента, 5 октября того же года. Младший помощник столоначальника с 21 декабря 1841 (2 января 1842). Жил в доме Аудиторского д-та Военного м-ва, по наб. р. Фонтанки, близ Египетского цепного моста, по соседству с домом дяди — генерал-аудитора, директора Аудиторского департамента Военного м-ва, тайного советника А. И. Ноинского. C 22 сентября (4 октября) 1846 — титулярный советник.
После смерти отца, по протекции дяди, переведён в канцелярию Военного министерства 13 (25) июня 1848. Коллежский асессор c 11 (23) октября 1850; надворный советник с 1851; коллежский советник с 1854 года. Отчислен по канцелярии, с оставлением исправления должности помощника секретаря, с 11 (23) апреля 1854. С 18 (30) ноября 1858 — и. д. помощника казначея и экзекутора канцелярии Военного министерства. В 1850-х показан проживающим в собственном доме, 5-го квартала, 4-й Адмиралтейской части.
Заведовал архивом канцелярии с 17 июля по 14 августа 1861. С 1 (13) мая 1867 — помощник экзекутора и заведующий казначейской частью и архивом канцелярии Военного министерства. Статский советник с 31 марта (12 апреля) 1868. Исправление должности члена хозяйственного комитета дома Военного министерства с 13 мая по 10 июня 1870, с оставлением в занимаемых должностях.
Уволен от службы 31 октября (12 ноября) 1882, с пожалованием чина действительного статского советника, с мундиром и пенсией. Состоял в переписке с двоюродным братом — Петром Адамовичем Ноинским (28.10.1836—1916), гвардии полковником в отставке, коллекционером, общественным деятелем, крупным порховским помещиком.

## Награды
- Знак отличия беспорочной службы «XV» (22.08.1856)
- Темно-бронзовая медаль «В память войны 1853-1856», на Владимирской ленте (1856)
- Признательность военного министра (16.04.1857)
- Орден Св. Станислава 3 степени (1858)
- Орден Св. Станислава 2 степени (1860)
- Орден Св. Станислава 2 степени, с императорской короной (17.04.1862)
- Орден Св. Анны 2 степени (17.04.1870)
- Орден Св. Анны 2 степени, с императорской короной (16.04.1872)
- Орден Св. Владимира 4 степени, за 35-летнюю беспорочную службу в классных чинах (22.09.1875).
- Чин действительного статского советника (31.10.1882)

## Семья
- Отец ― Антон Иванович Ноинский (?—1846), надворный советник. С 1808 — исправник Дрогичинского земского суда Белостокской области; впоследствии советник, заседатель от правительства, затем товарищ председателя Белостокской и Ковенской палат уголовного суда. Кавалер: орд. Св. Анны 3 ст. (3.08.1822); орд. Св. Владимира 4 ст. (8.08.1829); орд. Св. Станислава 3 (25.08.1838) и 2 ст.; З. о. беспорочной службы «XXXV» (22.08.1842). Дрогичинский и белостокский домовладелец: в Дрогичине за ним деревянный дом; в Белостоке за ним (с супругой) 1-этажный каменный дом, по купчей от 9.06.1834, от действительной статской советницы Анны Николаевны Аршеневской, писанной в Белостокской палате гражданского суда, благоприобретенный за 10 000 руб. ассигнациями[5]. Жена – Прасковья. Дети: Захар, Михаил.
- Жена — Анна Сергеевна, первом браке — Ноинская, во втором браке – Ноинская, в третьем браке — Эйсмонт (1861—1942), видная общественная деятельница в сфере благотворительности С.-Петербурга начала XX в.[6] Анна Сергеевна в первом браке была замужем за родным племянником Захара Антоновича Ноинского, майором Антоном Михайловичем Ноинским. Овдовев во второй раз, 27-летняя действительная статская советница А. С. Ноинская, с 29 июля (10 августа) 1888 года, третьим браком, вышла замуж ровесника, 27-летнего подпоручика 18-й конно-артиллерийской бригады, состоящего в запасе конной артиллерии, Алоизия Гелиодора Эйсмонта (Heliodor Alojzy Ejsmont), впоследствии педагога, видного страхового и общественного деятеля.
- Брат — Михаил Антонович Ноинский (1821—1873) — юрист, статский советник. Службу начал в 1836 по ведомству М-ва юстиции, канцеляристом Белостокской уголовной палаты. Образование — губернская гимназия и неполный курс юридического ф-та С.-Петербургского у-та. Коллежский регистратор (на 1.08.1841), губернский секретарь (на 6.02.1846), коллежский секретарь (на 30.06.1852), коллежский асессор (7.10.1856), надворный советник (7.10.1860), коллежский советник (7.10.1864), статский советник (24.01.1869), товарищ председателя Оренбургской судебной палаты[7]. Помещик благоприобретённого имения — фольварка Радейки, Вилькомирского уезда, Ковенской губернии[8]. Дрогичинский[9] и белостокский[10] домовладелец. Затем служил, по ведомству М-ва юстиции, херсонским и рязанским губернским казённых дел стряпчим, состоял причисленным к Департаменту М-ва юстиции, командировался и. д. рязанского губернского прокурора. Был женат дважды (?), во втором (?) браке жена — Жозефина Викентьевна. Имел четырёх, по другим сведениям — шесть сыновей: Антона[11], Адама[12], Эдуарда[13], Петра[14], Павла[15], Владимира[16].